# Jean-Denis Attiret
Pour les articles homonymes, voir Attiret.
Jean-Denis Attiret (ayant adopté le nom chinois de Wang Zhi-cheng 王致诚 / 王致誠, wáng zhìchéng), né le 31 juillet 1702 à Dole (France) et mort le 8 décembre 1768 à Pékin (Chine), est un frère jésuite français, missionnaire et peintre de renom dans la Chine impériale (XVIIIe siècle).

## Biographie

### Premières années et formation
Attiret reçut une première initiation artistique de son père même. Encore adolescent, il passa deux ans à Rome parrainé par le marquis de Broissia, un seigneur de la région de Dole qui, de passage dans l'atelier de son père, avait remarqué le talent du jeune Jean-Denis. Toute sa vie, il restera en contact avec lui. Sa carrière de peintre (surtout de portraits et de thèmes religieux) semblait déjà bien lancée lorsqu'il décida d'entrer dans la Compagnie de Jésus (1735) à l'âge de 33 ans. Durant son noviciat à Avignon, il continua son activité d'artiste en peignant les 4 évangélistes dans la chapelle de la maison. Lorsque les missionnaires jésuites de Chine demandèrent l'envoi d'un artiste peintre (à la demande expresse de l’empereur), Attiret se porta volontaire.

### À la cour impériale de Chine
Il quitta le port de Lorient le 8 janvier 1738 et arriva en Chine le 7 août. et à Pékin l’année suivante. Le tableau – L’adoration des rois mages – qu'il offrit lors de l’audience de présentation charma tellement l’empereur Qianlong qu’il le nomma sur le champ peintre officiel de la cour. De ce jour, Attiret travailla au palais impérial. Sous la direction d’un autre fameux peintre jésuite, l’italien Giuseppe Castiglione arrivé en Chine une vingtaine d’années plus tôt, Attiret se familiarisa avec les thèmes favoris de l’empereur, les fleurs, les animaux et surtout les scènes de guerre. Comme l’empereur insistait sur l’utilisation de méthodes et motifs chinois, Attiret s’orienta vers un art de plus en plus sinisé. Malgré les contraintes sévères du protocole impérial, une sorte d'amitié se développa entre Attiret et l’empereur qui le visitait souvent dans son atelier.

### Voyage et portraits

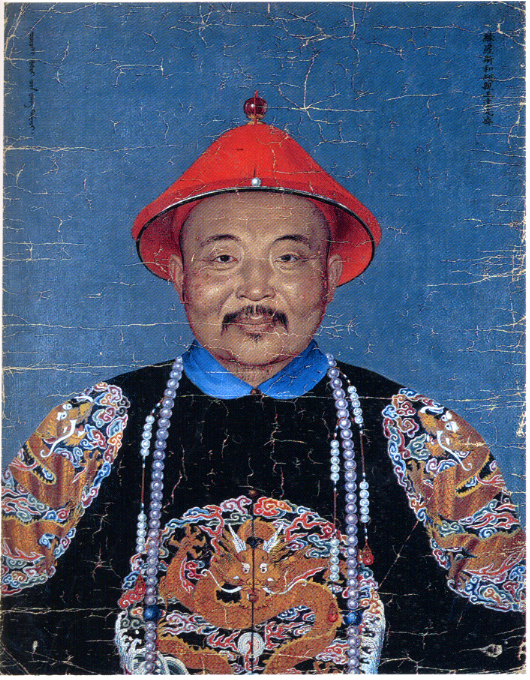
Portait de Dawadji (达瓦齐), dernier khan dzoungar en 1755

En 1754 Attiret accompagna l’empereur Qianlong en Asie centrale, où il devait recevoir la soumission de princes tatars. Ce fut l’occasion de plusieurs gravures commémorant les cérémonies, de même que les débuts d'Attiret comme portraitiste. On a de lui le plus célèbre portrait de Qianlong, assis sur son trône.
Plus tard, en 1762, au bon plaisir de l'empereur, Castiglione convia Attiret et deux autres artistes à transposer les peintures d'An Deyi (Jean-Damascène Sallusti) sous la forme de seize esquisses dans le cadre du projet intitulé Les Conquêtes de l'empereur de la Chine.
Toujours plus en faveur, Attiret préféra décliner la proposition de l’empereur qui souhaitait le faire mandarin. Non seulement il ne se considérait pas comme ‘Lettré’ mais, surtout, il estimait inconvenant d’accepter un tel honneur alors que, hors de la ville de Pékin, les chrétiens et leurs prêtres étaient persécutés. Décision très audacieuse mais que l’empereur accepta.
Il vécut ainsi 31 ans dans la cité interdite décorant plusieurs palais impériaux et réalisant au moins 200 portraits des membres de la cour et autres dignitaires. De cette époque, datent également quelques œuvres religieuses, des scènes de la vie du Christ et des saints, telle que l’ange qui montre le ciel à un enfant. La majeure partie de son œuvre a cependant disparu, détruite en 1860 par les troupes franco-anglaises lors du sac du Palais d'Été durant la seconde guerre de l'opium.

### Maladie et mort
Durant les cinq ou six dernières années de sa vie, il souffrit de violents maux d’estomac, mais ce ne fut que durant les derniers mois qu’il renonça à ses visites quotidiennes au palais impérial. En apprenant son décès, l’empereur envoya une importante somme d'argent pour couvrir les frais de funérailles, et un eunuque fut envoyé par l'un des frères de Qianlong pour pleurer le peintre décédé, insigne honneur pour un missionnaire européen dans la Chine de l'époque.

## Écrits
Attiret a laissé également des écrits intéressants décrivant les coutumes de Chine, avec des aspects plus personnels sur les frustrations et joies de sa vie au palais impérial de Pékin: « Nous sommes pendant le jour à l'intérieur du palais [impérial], et le soir nous nous rendons à notre église. (...) Avoir à peine les dimanches et fêtes pour prier Dieu, ne peindre presque rien de son goût et de son génie, avoir mille autres embarras (...) tout cela me ferait bien vite reprendre le chemin de l'Europe si je ne croyais pas mon pinceau utile pour le bien de la religion. ». Sa correspondance souligne que son travail (d’esclave...) à la cour a pour seul but de sauvegarder ce qui reste de la liberté religieuse des missionnaires (jésuites et autres) déjà fort mise à mal dans les campagnes.
Une seule de ses lettres est publiée dans Lettres édifiantes et curieuses, collection de lettres envoyées en Europe par les Jésuites missionnaires et publiées entre 1702 et 1776.
Joseph-Marie Amiot a consacré, dans ce recueil, l'une de ses lettres à la vie et à l’œuvre d'Attiret.

## Au cinéma
Autour du portrait de Ulanara, concubine puis deuxième épouse de l'empereur Qianlong, peint par Jean-Denis Attiret vers 1750, Charles de Meaux réalise en 2016 Le Portrait interdit, une co-production franco-chinoise. Ce portrait, La concubine, surnommé la Joconde chinoise, est conservé au musée des beaux-arts de Dole, à la suite d'un achat par préemption en 2001.